# Мирзоев, Иван Минаевич
Иван Минаевич Мирзоев (Ованнес Минасович Мирзоян, арм. Հովհաննես Մինասի Միրզոյան; Тифлис — 1885, Тифлис) — крупный бакинский нефтедобытчик армянского происхождения. Первый нефтепромышленник на Кавказе и один из основателей бакинской нефтепромышленности. Он первым в 1868 году в Сураханах основал два керосиновых завода и получил 160 тыс. пудов керосина на сумму в 260 тыс. рублей. Он же стал первым экспортером керосина. После смерти, его жена и дети основали компанию Братья Мирзоевы и К°. 
Прорубил первую нефтяную скважину в Баку в 1871 году. Первый человек, добывший нефть в Баку. Первое в мире бурение скважины для целей нефтедобычи проведено в 1846 году по предложению члена Главного управления Закавказским краем Василия Николаевича Семенова (1801—1863) на основе идей Николая Воскобойникова (1801—1860) в посёлке Биби-Эйбат близ Баку, входившем тогда в Российскую империю. Глубина скважины составила 21 м. Работа была осуществлена под руководством директора Бакинских нефтяных промыслов, Корпуса горных инженеров — майора Алексеева, скважина была разведочной. В 1864 году первая в России эксплуатационная скважина была пробурена на Кубани, в селе Киевском, в долине реки Кудако.  